# Entente de Haute Alsace
Pour les articles homonymes, voir EHA.
L'Entente de Haute-Alsace (EHA) est un club d'athlétisme haut-rhinois affilié à la Fédération française d'athlétisme (FFA) regroupant six sections locales : l'USTA (Union Sportive de Thann Athlétisme) fondée en 1983, l'ACE (Athlétisme Cernay et Environs) fondée en 1983, l'USPA (Union Sportive de Pulversheim Athlétisme) fondée en 1956, l'AD (Athlé Doller) fondée en 2001, l'AAS (Altkirch Athlé Sundgau) fondée en 2005, et depuis la saison 2010-2011 SundgO2, fondée en 2010. L'actuel président est Jean-Marc Ackermann.

## Histoire
En 2012, l'EHA s'est classée 39e club français (sur plus de 2 000 clubs affiliés à la FFA) avec 4 405 points (ce qui en fait le 3e club Alsacien derrière l'Alsace Nord Athlétisme, et le Pays de Colmar Athlétisme), avec un total de 631 licenciés en 2012.
En 2013, lors des Interclubs Seniors, l'EHA remporte le championnat de Nationale 2, lui permettant de retrouver le championnat de Nationale 1C lors de la saison 2014.

## Palmarès

### Classement
Depuis 2004, l'EHA n'a eu de cesse de gagner des places au classement des clubs français. Ce classement est établi en fonction des performances individuelles des athlètes du club.
| Année                         | Classement | Nombre de points | Nb de licenciés classés |
| ----------------------------- | ---------- | ---------------- | ----------------------- |
| 2004                          | 107        | 491              | 118                     |
| 2005                          | 67         | 673              | 155                     |
| 2006                          | 51         | 737              | 156                     |
| 2007                          | 49         | 780              | 176                     |
| 2008                          | 43         | 777              | 176                     |
| 2009                          | 40         | 811              | 184                     |
| 2009 avec réglementation 2010 | 37         | 3977             | 407                     |
| 2010                          | 34         | 4254             | 419                     |
| 2011                          | 36         | 4469             | 439                     |
| 2012                          | 39         | 4405             | 405                     |

Le système de classement a été modifié à partir de la saison 2010.

### Championnats de France

#### Interclubs Séniors
L'EHA est montée en Nationale 1C lors de la saison 2007-2008. En mai 2008, lors du premier tour des interclubs à Remiremont, le club assure son maintien en Nationale 1, en battant son record avec 50 822 points. Lors du second tour à Antony, le record est à nouveau battu avec un total de 51 159 points. L'EHA se classe alors 8e de la poule d'accession en Nationale 1B.
En 2009, l'équipe assure son maintien à Bordeaux avec un total de 50 321 points, terminant 5e de la poule de descente. En 2010, le club termine 3e de la poule de maintien au Mans, à 274 points de la 2e place de la poule, mais est reléguée en Nationale 2 car totalisant un nombre de points inférieur au club terminant 6e de Nationale 2.
Le 19 mai 2013, après trois saisons dans cette division, le club remporte le championnat de France de Nationale 2 à Mulhouse en totalisant un score de 50 527 points, soit le meilleur score jamais réalisé par le club (depuis la disparition du 3000 m masculin). Le 18 mai 2014, l'EHA se maintient en N1C, terminant à la 4e place de la poule de classement, synonyme de maintien, à Antony.

#### Équipes jeunes[6]
Depuis plusieurs années, l'Entente de Haute Alsace forme de nombreux jeunes qui participent en grande partie à la réussite du club. L'équipe Minimes-Cadets masculine décroche le titre de Champions de France promotion à Remiremont les 21 et 22 octobre 2005, devant l'US Forbach et le Tarn Sud Athlétisme.
L'année suivante, l'équipe Minimes-Cadets termine à la 2e place de ces mêmes championnats, derrière le SPN Vernon, tandis que l'équipe féminine se classe 4e. En 2007, c'est au tour de l'équipe Minimes-Cadettes de remporter le titre de Championnes de France promotion, le 20 octobre à Vineuil. Les garçons seront alors sur la 3e place du podium.
Les années suivantes, l'équipe sénior étant montée un Nationale 1, les équipes jeunes doivent concourir dans le championnat National. Contrairement au championnat Promotion, les équipes doivent présenter un athlète à chaque course, chaque saut et chaque lancer, ce qui nécessite une équipe plus importante. Les athlètes étant, chez les filles comme chez les garçons, répartis sur les deux différentes classes d'âges (Minimes-Cadets et Juniors-Espoirs), l'EHA est dans l'impossibilité de présenter des équipes suffisamment compétitives pour figurer aux meilleures places aux championnats de France.
Avec son retour en Nationale 2 en 2010, le club a pu à nouveau qualifier des équipes aux championnats de France promotion, se classant à nouveau 4e en Juniors-Espoirs masculins et 6e en Minimes-Cadettes féminines.

#### Challenge Equip'Athlé
En 2005, les minimes garçons sont vice-champions de France Equip'Athlé derrière une autre équipe Alsacienne, le SR Obernai, de même que les minimes filles en 2010, derrière le SO Millau.

### Autres championnats
En 2005, l'équipe mixte minime a apporté le premier titre par équipe de Champions de France à l'EHA lors de la finale nationale du challenge des épreuves combinées. En 2008, lors de la coupe de France des épreuves combinées, l'équipe masculine se classe 4e.

### Titres de champions de France individuels
- Félix Roussel : 100 m junior - 2010 ; 100 m espoir - 2012 ; 60 m salle espoir - 2012
- Jérome Schellenberger : lancer de javelot junior - 2009[8]
- Claire Andréani : 1500 m cadettes - 2008[9] ; 1500m junior - 2009
- Ernest Max Gallim : 100 km route vétéran 2 - 2006, 2007 et 2008[10]

### Championnats d'Europe
- Michaël Boch : Vice-champion d'Europe des 100 km route à Belvès[11]

## Manifestations
L'Entente de Haute Alsace organise chaque année, à travers ses différentes sections locales, les compétitions suivantes :
- La Montée du Grand Ballon au départ de Willer-sur-Thur en mai : manche de la coupe du monde de course de montagne 2011[12] (comme en 2009 et 2010) et du challenge national de course de montagne[13].
- La Montée du Molkenrain au départ de Steinbach en mai.
- Un challenge de trois meetings organisés sur les trois pistes de 400 m utilisées par le club, entre avril et juin : Cernay, Pulversheim et Thann.
- Les 10 km du lac de Kruth en juin.
- Les 10km de Pulversheim en octobre.

## Infrastructures
Les différentes sections locales utilisent les stades suivants : 
- Le stade du complexe sportif de Cernay : C'est la piste principale de l'EHA. Le tour du piste, en tartan, fait 400 m, avec six couloirs en virage et huit couloirs en ligne droite. Elle a permis l'organisation des Championnats Pré-France de l'Interrégion Nord-Est (Alsace, Lorraine, Franche-Comté, Bourgogne) en 2005 et 2007 notamment.
- Le stade des mines de Pulversheim : la piste en tartan de 400m a été créée en 1966[14]. Elle comportait six couloirs en virage, sept en ligne droite. La piste a été rénovée en 2016 et comporte maintenant 8 couloirs.
- Le stade Municipal Henri Lang de Thann : 400 m en tartan, six couloirs en ligne droite, quatre en virage.
- La piste de Masevaux : 300 m en synthétique.
- La piste du Quartier Plessier à Altkirch : quatre couloirs en synthétique.